# ジョン・オールドカースル

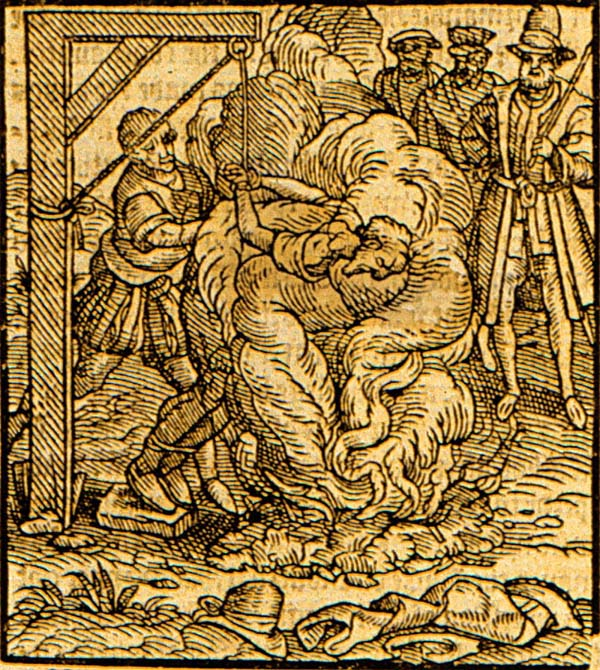
オールドカースルの処刑

サー・ジョン・オールドカースル（英: Sir John Oldcastle、1378年 - 1417年12月14日）は、中世イングランドの騎士。イングランドにおけるロラード派の代表的人物で、ヘレフォードシャーアルメリー村のリチャード・オールドカースルの息子である。
オールドカースルはカトリック教会に対する異端で訴えられ、ロンドン塔に幽閉されたが逃亡し、伝えられるところによれば、長年の友人であったヘンリー5世への謀反を計画したという。結局ロンドン市内で捕らえられ、処刑されたためにロラード派の殉教者となった。彼はウィリアム・シェイクスピアのフォルスタッフのモデルであると考えられている。

## 生涯

### 王太子の側近として
オールドカースルについての言及は、1400年のスコットランド遠征への従軍についてが最初である。おそらくこの時はまだ青年に過ぎなかったと考えられる。
翌1401年、オワイン・グリンドゥールが反乱を起こしたウェールズへの遠征に際してブレコンのビュイルス城を任され、国王ヘンリー4世の遠征軍に補給を続けたことにより、ヘンリー王太子（後のヘンリー5世）の信頼と友情を得た。1404年、オールドカースルはヘレフォードシャーから議会の代表に選ばれ、4年後の1408年にはコブハム男爵の相続権を持つジョーンと結婚し、以降1410年からコブハム卿として議会に議席を得た。若き王太子のオールドカースルへの信頼は強く、1411年にヘンリー4世がフランスに派遣した遠征軍においては司令官をつとめた。 

### 異端信仰の発覚
ヘレフォードシャーではロラード主義への信仰が広まっており、1410年以前にオールドカースルもロラード主義の信仰を持つようになっていた。ちょうどそのころ、妻ジョーンのケントにある所領は許可のない説教がおこなわれたとして聖務停止の状態に置かれていた。
ヘンリー4世の死の直前、1413年3月に開かれた教区会議では、オールドカースルは異端として告発された。とはいえ、異端であるという明らかな証拠がいまだ見つかっていなかったので、4月9日に即位したばかりのヘンリー5世はなおオールドカースルを信頼していた。しかしやがてペーターノスター・ローの店先で発見されたオールドカースルの蔵書の一部から紛れもない証拠が発見された。証拠が王のもとにもたらされても、王は自ら説得を試み、オールドカースルを改宗させようと努力した。しかしオールドカースルは「運命を受け入れる」用意があるとだけ言い、決して信仰を変えようとはしなかった。
オールドカースルがウィンザー城から自領のカウリング城に逃亡すると、ヘンリー5世はようやく起訴に同意した。オールドカースルに対して、大司教は度重ねて召喚状を出したが、オールドカースルはそれらをことごとく拒絶した。結局オールドカースルが9月23日に教会裁判所に出廷したのは国王の令状に従ったためであった。オールドカースルは自らの信仰を告白し、サクラメントに対する信仰と、真の贖罪と告解の必要性を宣言した。オールドカースルは司教が指定したサクラメントの正統的な教義に同意せず、聖職者への告解も受け入れなかった。9月25日に、彼は異端として有罪判決を下されロンドン塔へ投獄された。

### 反乱計画
ヘンリー5世は古い友人であるオールドカースルを救う方法をいまだに模索しており、40日の猶予を与えた。だが猶予期限がくる前に、オールドカースルはウィリアム・フィッシャーというスミスフィールドの羊皮紙業者の援助によって、ロンドン塔から逃亡した。
オールドカースルは広範囲にわたるロラード派を組織し、明確に政治的な性格を持つ陰謀を企てた。計画では、政治体制の変革を実現するために、ヘンリー5世とその兄弟を十二夜にエルサムで催されるママーズ・プレイ（"Mummers Play"）の間に拉致しようというものだった。しかし計画は事前に漏洩した上、ヘンリー5世は前もって警告を受けていたのでロンドンへ移動し、ロラード派は1414年1月10日に聖ジャイルズ大聖堂前の広場に大挙して集まったものの、すぐに警備隊に捕らえられ首謀者達は処刑、散り散りになった。

### 処刑
オールドカースル自身はヘレフォードシャーに逃亡し、4年近く逮捕を逃れていた。彼は1415年7月のサウサンプトンの陰謀事件に関与し、ウェールズとの辺境を攪乱したが、この陰謀計画も失敗すると再び潜伏した。オールドカースルは1416年に起き、不成功に終わったロラード派の陰謀事件の首謀者であることは間違いなく、この時スコットランド人と共謀していたと考えられる。
その後、ついにオールドカースルの潜伏場所が発見され、1417年11月に、彼はウェールズ北部でポウイスのチャールトン卿によって捕らえられた。一部の歴史家は、彼がヘレフォードシャーのオルコン渓谷で捕らえられたと考えている。「連行される前にかなり痛めつけられていた」オールドカースルは馬車でロンドンに運ばれ、12月14日にこれまでの陰謀事件から、今度は疑いなく有罪との判決が出された。そしてその日のうちに絞首刑および火刑が執行され、聖ジャイルズ大聖堂前の広場で首に縄をかけられ、「絞首台ごと」燃やされた。

### 死後

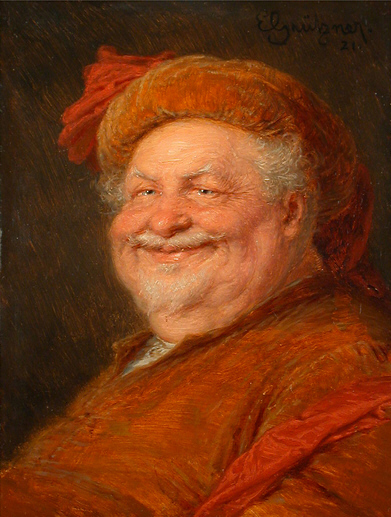
フォルスタッフ
シェイクスピア劇の登場人物。オールドカースルがモデルだと考えられている

オールドカースルは死後、異端の殉教者として死んだと考えられた。オールドカースルの常識に反した考えと、初期のヘンリー5世との間に結ばれた親交によって、以後長くオールドカースルはスキャンダラスな人物として描かれた。その古い例としては1588年以前に書かれた『ヘンリー5世の名高き勝利』（"The Famous Victories of Henry V"）が知られており、その中でオールドカースルはヘンリー王太子の愉快な飲み友達として登場した。
シェイクスピアが『ヘンリー四世 第1部』と『ヘンリー四世 第2部』でその劇を翻案した時、オールドカースルはまだ登場していたが、1598年にその劇が印刷される際に、当時のコブハム男爵に配慮してフォルスタッフという名前に替えられた。この太った騎士フォルスタッフはまだ「城の、私の年をとった威勢のいい男」と呼ばれているが、劇中での性格はロラード派の指導者とはもはや関係ないものになっていた。1599年に発表された『オールドカースル卿』（"Sir John Oldcastle"）は、より穏やかな視点からオールドカースルを紹介した。